# 越南裔捷克人
越南裔捷克人是指捷克境內已入籍的越南裔公以及未入籍的越南侨民，据2011年人口普查，越南人是捷克第三大少数族裔（仅次于斯洛伐克人和乌克兰人），人口逾83000人。在欧洲，越南裔捷克人也是第三大越僑群體，仅次于越南裔德國人和越南裔法國人。
据2001年人口普查，捷克共和国境内有17462名越南裔人士。此后，在捷克越南人人口数一直在迅速上升，捷克统计署估计，至2020年12月，共有62842名越南裔人士居住在捷克（不包括已经取得捷克国籍的越南裔人）。最常见的越南姓氏阮姓已成为捷克第9大姓氏。